# حادث مخيم جباليا 2021
حادث مخيم جباليا 2021 وقع في 10 مايو (أيار) عام 2021 عندما أخطأ صاروخ أطلقته كتائب عز الدين القسام الجناح العسكري لحركة حماس هدفه وسقط عن طريق الخطأ في مخيم جباليا للاجئين الواقع في قطاع غزة مما تسبب في مقتل سبعة مدنيين فلسطينيين وإصابة 15 آخرين.

## الخلفية التاريخية والأحداث
في 7 مايو 2021 الموافق 25 رمضان 1442، اقتحم آلاف المستوطنين الإسرائيلين وأفراد الشرطة الإسرائيلية باحات المسجد الأقصى واعتدوا على المصلين المسلمين ما أسفر عن إصابة ما يزيد عن 205 مدنيين فلسطينيين في المسجد الأقصى وباب العامود والشيخ جراح. تجددت الاشتباكات في صباح يوم الاثنين 10 مايو 2021، والذي وافق يوم دمج شطري القدس بالنسبة للإسرائيليين، فقام الآلاف من أفراد الشرطة الإسرائيلية باقتحام المسجد الأقصى مُجددا وتسببوا في إصابة أكثر من 331 مدنياً فلسطينياً كان بينهم 7 حالات أصيبوا بجروح خطرة للغاية ومسعفون وصحفيون في المسجد ومحيط البلدة القديمة. أمهلت فصائل المقاومة وكتائب القسام في بيان لها السلطات الإسرائيلية حتى السادسة من مساء يوم 10 مايو (أيار) 2021 لإخلاء باحات المسجد الأقصى من الجنود والمستوطنين الإسرائيليين والإفراج عن الأسرى الفلسطينيين الذين اعتقلوا خلال الاشتباكات، وإلا سيكون الرد عنيفًا. وفي الخامسة وثلاث وأربعين دقيقة من مساء 10 مايو (أيار) 2021، سقط صاروخ إسرائيلي موجه بالقرب من بلدة بيت حانون في قطاع غزة ليتسبب في هدم أربعة منازل مملوكة لعائلة المصري، مما أسفر عن مقتل ثمانية مدنيين فلسطينيين بينهم ستة أطفال. وبحسب ما جاء في تقارير منظمة هيومن رايتس ووتش، فقد أطلقت كتائب القسام وفصائل فلسطينية مسلحة أخرى في نفس اليوم عدة صواريخ وقذائف هاون في اتجاه التجمعات السكانية الإسرائيلية، وتسببت هذه القذائف في قتل 12 مستوطنا إسرائيليًّا وإصابة عشرات المستوطنين الإسرائيليين الآخرين، ولكن بعض القذائف أخطأت أهدافها وسقط صاروخ بالخطأ في غزة فأصاب عن طريق الخطأ متجراً في شارع الشهيد صلاح دردونة بالقرب من المسجد العمري، وتسبب في مقتل سبعة فلسطينيين، من بينهم طفل في الرابعة من عمره ومراهق، وإصابة 15 شخصًا، من بينهم خمسة أطفال. كشفت قيادات حركة حماس إنّ الصاروخ انطلق قرابة الساعة السادسة مساءًا من حي الشيخ رضوان الواقع في مدينة غزة.

## ردود الأفعال
كشف بعض شهود العيان لمنظمة هيومن رايتس ووتش أن الصواريخ التي أطلقتها كتائب القسام كانت تبدو غير موجهة من طراز بي إم-21 غراد، ووصفت هيومن رايتس ووتش استخدام مثل هذه الصواريخ بكونه جريمة حرب.